# 디 오차드
Orchard Enterprises NY, Inc. (The Orchard 또는 The Orchard Music으로도 알려진 사업명)는 미디어 유통 전문의 미국 음악 및 오락 기업이다. 뉴욕에 본사를 둔 소니 뮤직 엔터테인먼트의 사업부이다. 2019년 매각한 영화 및 텔레비전 사업부는 1091 미디어로 이름을 바꾸었다.

## 역사
1997년 스콧 코헨과 리처드 고테러가 뉴욕에서 설립했다.
2003년 초, 사모펀드 디멘셔널 어소시에이츠에 인수되었다. 디멘셔널 어소시에이츠의 CEO인 대니 스타인(Danny Stein)이 집행 회장으로 임명되었고, 경영 컨설팅 회사인 맥킨지 앤 컴퍼니에서 근무하던 그렉 숄 (Greg Scholl)이  더 오차드의 CEO가 되어 전략과 운영 모델을 변경하고 새로운 경영진을 구축했다. 2009년, 숄은 NBC유니버설의 지역 통합 미디어 사장직을 수락했고, 브래드 내빈이 CEO로 임명되었다.
2012년, 소니는 약 1억 달러로 추정되는 현금 및 지분 거래로 회사 지분 51%를 인수했다. 2015년, 회사의 나머지 지분은 소니 뮤직 엔터테인먼트에 2억 달러 이상에 인수되었다.

### IODA

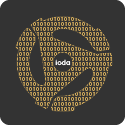
IODA 로고

IODA(Independent Online Distribution Alliance)는 소니가 대주주 지분을 소유한 글로벌 판매, 마케팅 및 유통 회사였다. 이 자회사는 독립 아티스트, 레이블, 영화 제작자 및 기타 콘텐츠 제공자를 대상으로 디지털 및 모바일 매체를 통해 서비스를 제공했으며, 여기에는 온라인 콘텐츠에 대한 저작권 주장도 포함되었다. IODA는 아이튠즈, eMusic, 랩소디, Amazon.com을 포함한 주요 모바일 및 온라인 다운로드 소매업체와 관계를 맺고 있었다.
2009년 7월 1일, 소니 뮤직 엔터테인먼트와 IODA는 독립 레이블 및 음악 권리 보유자를 지원하기 위해 전 세계 온라인 소매 유통 네트워크와 보완 기술을 활용하는 글로벌 전략적 파트너십을 발표했다.
2012년 3월 5일, 소니는 IODA의 남은 지분을 인수했다. 회사의 운영은 오차드와 합병되었다.

### 유튜브
오차드의 유튜브 멀티 채널 네트워크는 전 세계적으로 1,000개 이상의 채널을 보유하고 있으며, 고객을 위해 유튜브 동영상을 크롤링, 클레임 및 추적하여 수익을 창출하는 B.A.C.O.N.(Bulk Automated Claiming on The Orchard Network)이라는 자체 개발 기술을 사용한다. 2014년 7월에는 미국에서 7위를 기록했다.

### 소유 레이블
오차드는 TVT 레코드, 프리미엄 라틴 뮤직 (아벤투라의 본거지), 블라인드 피그 레코드, 프렌치키스 레코드, 슈랩넬 레코드, 그리고 뮤직 오브 더 월드의 카탈로그를 소유하고 있다.

### 영화 배급
2019년에 오차드 필름은 매각되어 1091 미디어로 이름이 변경되었다.

## BalconyTV
BalconyTV는 2006년 6월에 시작된 온라인 음악 채널로, 전 세계 발코니에서 어쿠스틱 공연을 선보인다. 2007년 아일랜드 디지털 미디어 어워드에서 베스트 음악 웹사이트를 수상했으며, 2008년 웹비 어워드에서 베스트 바이럴 비디오 콘텐츠 부문에 후보로 지명되었다. 그 이후 채널은 50개 이상의 도시와 25개 이상의 국가에서 12,000개 이상의 쇼를 개최하며 확장되었다.
이 채널은 2014년에 더 오차드에 인수되었다.